# Águilas
Àguiles (en castellà : Águilas) és una ciutat i municipi de la Regió de Múrcia. Està situat en la costa del mar Mediterrani dins de la Costa Càlida al Golf de Mazarrón, a la comarca de l'Alt Guadalentí.
És a 35 km de Llorca, a 105 km de Múrcia i 75 km de Cartagena. Té una extensió de 253,7 km². Compta amb 28 km de costa mediterrània en l'extrem sud-oest de la Regió de Múrcia.

## Història

Àguiles, any 1930

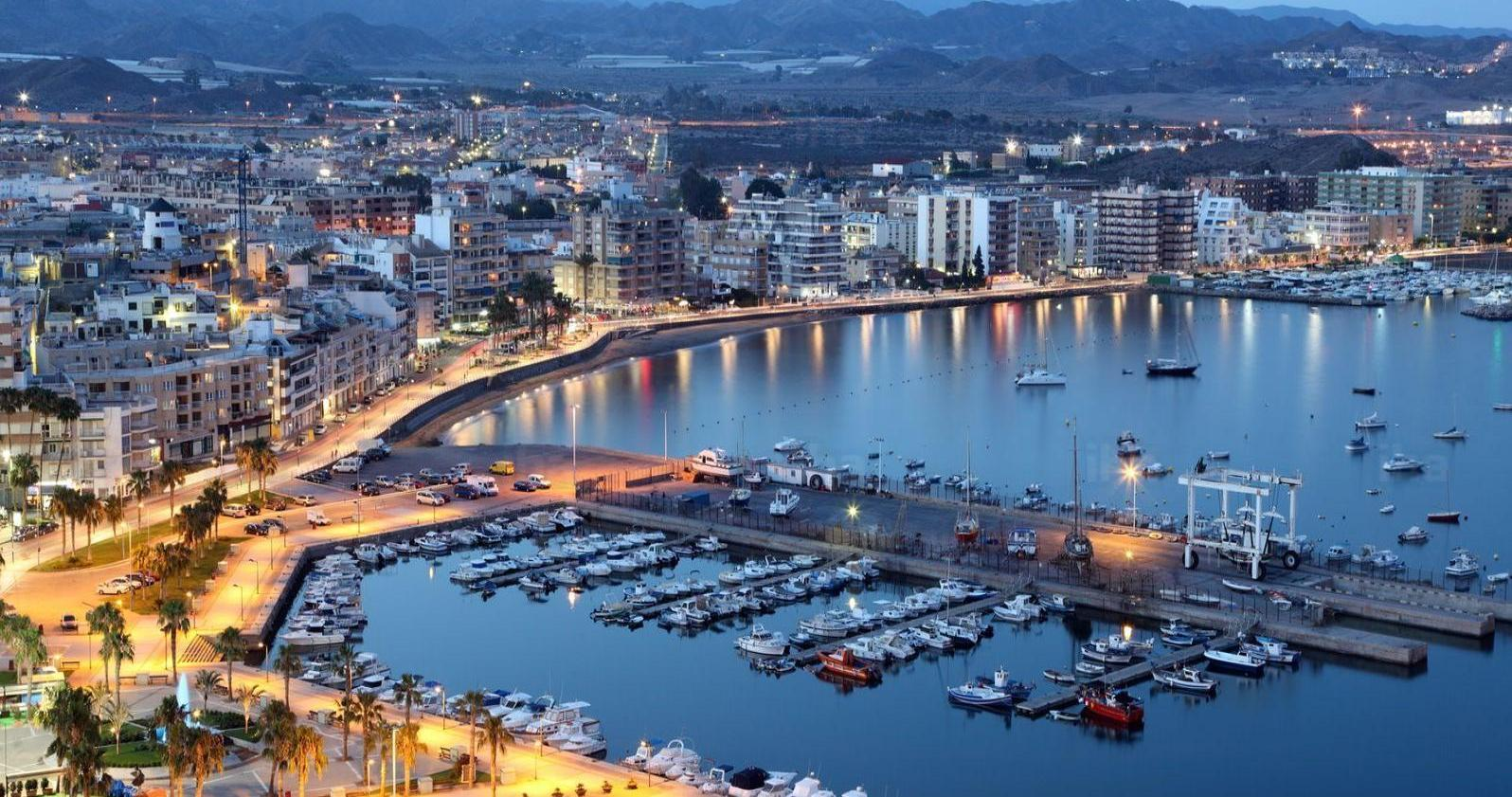
Àguiles de nit, any 2016

Coneguda en l'època romana probablement com Aquilae i en l'època medieval com Aquila. La primera urbanització es crea entre els segles II-I a. de C., sota el control de la República de Roma, com a zona costanera estratègica per a la sortida del mineral de les serres circumdants.
Va pertànyer a la Província Citerior Tarraconense i al Convent Jurídic Cartaginense. Sota la divisió administrativa de l'Imperi Romà (segles I-V d. de C.) s'emmarca a la Província Carthaginense. Segurament en la romanitat tardana se situaria baix domini de la Província visigoda de Auriaola, al segle vi, quan el territori és abandonat segons demostren els testimoniatges arqueològics.
El seu final possiblement està relacionat amb la invasió romana d'Orient de l'any 552, quedant col·lapsada per la ciutat portuària de Carthago Spartaria, declarada capital d'Espània (segles VI-VII). Al segle viii, el territori costaner del Sud-est peninsular forma part de les possessions del comte Teodomir, qui pacta amb els invasors musulmans el famós Tractat de Tudmir (714).
En l'edat mitjana o coneguda com l'època medieval va pertànyer consecutivament a l'Emirat de Còrdova (756-929) i al Califat de Còrdova (929-1031). Sota domini de la Primera Taifa de Múrcia dels Banu Tahir al segle xi així com de la Segona Taifa de Múrcia d'Ibn Mardanix (1147-1172). Els invasors almohades vencen a Muhàmmad ibn Mardanix, però seran derrotats per Ibn Hud el 1228, creant la Tercera Taifa de Múrcia. Serà inclosa definitivament en el Regne de Múrcia de la Corona de Castella en el context de la Reconquesta cristiana.
Pel Tractat d'Alcaraz en 1243 el príncep Alfons de Castella, en nom del seu pare el rei Ferran III de Castella, signa amb els dirigents murcians musulmans la concessió de Múrcia com a Protectorat de Castella. El pacte no va ser acceptat per diversos pobles com és el cas de Mula, Llorca i Cartagena, encara que la superior força militar dels cristians sotmetria la disputa a favor de Castella. D'altra banda, Castella i Lleó signen en 1244 el Tractat d'Almizra pel qual el rei aragonès Jaume el Conqueridor accepta el control castellà de Múrcia, ratificant la voluntat dels seus antecessors, que ja l'any 1178 havien signat el Tractat de Cazola. Finalment, destacar que la rebel·lió dels mudèjars murcians (1264-1266) va permetre al rei Alfons X el Savi de Castella prendre el control definitiu i complet del Regne de Murcià, en donar per trencat el Pacte d'Alcaraz.
La primera referència geogràfica al topònim Acla - Aqila, ens la ofereix Abu-Ubayd al-Bakrí al segle xi referint-se al port de la vila de Lorca (Lurqa). Al segle xii Al-Idrisi esmenta un castell defensiu en Akila - Aqila com a port de Llorca (Lurqa). Al segle xiii, el primer topònim castellà es mostra en el Privilegi d'Alfonso X en 1266, qui delimitant els territoris del Bisbat de Cartagena esmenta en el seu límit sud a Penna Aguila, identificada en 1717 pel Cardenal Belluga és a dir, Luis Antonio de Belluga y Moncada com el Port de les Àguiles.
No obstant això, la ciutat tal com és actualment va ser dissenyada per Mateo Vodopich (1765) durant el regnat de Carlos III d' Espanya com a mesura il·lustrada per poblar la zona i dotar de port el Vall del Guadalentí. Anterior va ser la construcció del Castell de Sant Joan de les Àguiles, dissenyat per Sebastián Feringán en 1759 per a la defensa d'aquest sector de la costa murciana sobre les restes d'una torre defensiva més antiga.
Amb la consolidació de la ciutat i el seu port es va produir la consecució de la seva, després d'haver pertangut a Llorca. Durant la Restauració de la Dinastia borbònica, a la fi del segle xix i principis del segle xx, va arribar a la vila una nombrosa colònia britànica amb l'auge de l'activitat minera, per la qual cosa roman a Àguiles una certa influència d'aquesta presència. Va ser al costat de la zona de Riu Negre un dels primers llocs a practicar el futbol a Espanya. A destacar les diverses construccions i infraestructures que encara segueixen en peus, com el cementiri britànic, annex al municipal, l'Embarcader de l'Hornillo, davant de l' Illa del Frare i l'antiga casa d'un comerciant anglès, situada a la pròpia illa. A causa de les grans inversions de capital britànic, es va tendir la línia fèrria entre Llorca, Basa i Àguiles per la companyia The Great Southern of Spain Railway Company Limited, per donar sortida a l'espart o als minerals que s'exportaven, constituint-se el port en un dels principals del Mediterrani. A aquesta època es deu la construcció de l'Embarcader del Hornillo, gran obra arquitectònica del seu temps construïda a força de ferro i formigó.
Durant la Guerra civil Espanyola, Àguiles va romandre en la rereguarda de la zona fidel a la República. Patint per això bombardejos aeris de l'aviació italiana i dels revoltats provinents de Mallorca. En la dècada dels cinquanta i seixanta del segle xx, Àguiles va patir l'emigració per motius econòmics de nombrosos veïns. Les seves destinacions principals van ser a Catalunya, majoritàriament a Montcada i Reixac, al Vallès Occidental, sud de França, Basilea i Alemanya. Fins a la proliferació de l'agricultura intensiva d'hivernacle i el desenvolupament del turisme de platja, així com la millora de les infraestructures de transport (autovies i autopistes) van invertir el flux poblacional, passant a ser ara receptora d'immigrants. Molts dels quals es van ser van tornar i uns altres (nacionals i estrangers).
Àguiles ha tingut influències a nivell musulmà, romà, fenici, paleolític, fet que ha condicionat que avui dia hi hagi restes arqueològiques, sobretot romàniques. A l'època romana era coneguda amb el nom de “Aguilae” i posteriorment amb el nom “Aguila”.

## Geografia i Demografia

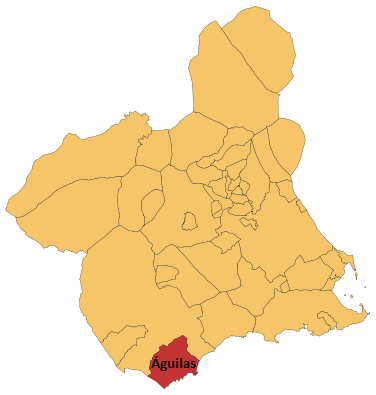
Mapa de la regió de Múrcia

Àguiles té 34.706 habitants amb 17.358 dones i 17.348 homes. (INE 2017). Una part de la població d'Àguiles és de nacionalitat estrangera, principalment procedent de Iberoamèrica i d'Europa.
És l'epicentre de la península que es desertitza, de fet l'agricultura és eminentment de secà. Destaca el sector turístic i el seu port pesquer. Àguiles va tenir un gran auge durant la revolució del ferrocarril, era mitjà de transport emblemàtic per a la ciutat. Durant aquests anys es va assentar a la ciutat una important colònia britànica.
El Talayón és el bec més alt de la Serra de l'Almenara amb 879 msnm, sent a més la màxima altura del municipi.
El terme municipal d'Àguiles posseeix diverses pedanies i altres localitats, unes d'elles són: Barran dels Ascensios, Els Melenchons, Penyaranda, Tot sol, Les Zurraderes, Els Gerànis, Els Arejos, Calarreona, El Cocon, Els Majorals, Calabardina.
El municipi d'Àguiles es troba envoltat per una sèrie de cadenes muntanyenques que ho separen de la vall del Guadalentí: el Llom de Bas, la Serra de la Carrasquilla i la Serra de l'Almenara, aquesta última protegida com LIC i ZEPA a causa del seu gran valor ambiental. També es troba en el municipi el paisatge protegit de les Cuatre Cales en el límit de la Regió de Múrcia amb Almeria per la costa. A més compta amb part del Parc Regional de Cap Cope i Puntes de Calnegre, compartit amb el terme municipal de Llorca.

## Clima
El clima d'Àguiles és desèrtic càlid BSh segons la classificació climàtica de Köppen, ja que la seva temperatura mitjana anual supera 18 °C i les precipitacions són inferiors a 200mm, amb temperatures molt suaus a l'hivern i molt caloroses a l'estiu. A l'estiu les temperatures nocturnes són tropicals (més de 20 °C) i a la tarda superen els 30 °C gairebé en la totalitat de l'estiu. A l'hivern les temperatures rarament baixen per sota dels 7 °C.
Pel que fa a les pluges, es reparteixen en els mesos de transició de temporada: tardor (octubre-novembre) i a la primavera (març-abril). A més, també es pot arribar a produir un fenomen característic del clima mediterrani com és la Gota freda, plovent de forma torrencial i provocant inundacions com les ocorregudes a la ciutat a l'agost de 2010.

## Política
L'administració Política de la ciutat es realitza a través d'un Ajuntament de gestió Democràtica els components de la qual es trien cada quatre anys per sufragi universal. El cens electoral està compost per tots els residents empadronats a Àguiles majors de 18 anys i nacionals d'Espanya i dels altres països membres de la Unió Europea. Segons el que es disposa en la Llei del Règim Electoral General, que estableix el nombre de regidor elegibles en funció de la població del municipi, la Corporació Municipal d'Àguiles està formada per 21 regidors. La regla D'Hondt és el mètode electoral que s'utilitza a Espanya, per repartir el nombre de Regidor de l'Ajuntament de manera aproximadament proporcional dels vots obtinguts per les candidatures. Per aconseguir representació a l'Ajuntament cal obtenir un 5% dels vots.
Alcaldes des de les eleccions municipals d'Espanya de 1979 que es quan es van realitzar les primeres votacions.
En les eleccions municipals celebrades a Àguiles l'any el 2015, Bartolomé Hernández Giménez va perdre la majoria absoluta. D'aquesta manera, el PP va aconseguir 9 regidors, 3 menys que en la passada legislatura, mentre que el PSOE va aconseguir 3 regidors més, passant de les 7 actes de l'anterior legislatura a les 10 obtingudes en la present i la seva candidata María del Carmen Moreno serà la primera alcaldessa triada en el municipi. Esquerra Unida i Alternativa, com Guanyar Águilas IP (IU, Verdes i CLI-AS) manté 1 regidor pel que fa a les anteriors eleccions. Àguiles podem com a agrupació d'electors del partit Podem va aconseguir també 1 regidor. Ciutadans que també es va presentar no va obtenir cap regidor. El MASd no es va presentar.
En les eleccions municipals celebrades a Àguiles l'any el 2011, Bartolomé Hernández Giménez va aconseguir la majoria absoluta. D'aquesta manera, el PP va aconseguir 12 regidors, 2 més que en l'anterior legislatura, mentre que el PSOE va aconseguir 1 regidor més, passant de les 6 actes de l'anterior legislatura a les 7 obtingudes en la present. IU va perdre 1 regidor amb el que es va quedar solament amb 1 representant. El MASd és a dir Movimiento Aguileño Socialdemócrata es va enfonsar i solament va poder mantenir 1 dels 3 regidors que va obtenir en l'anterior legislatura. Les altres 3 formacions independents no va obtenir la representació.

### Administració

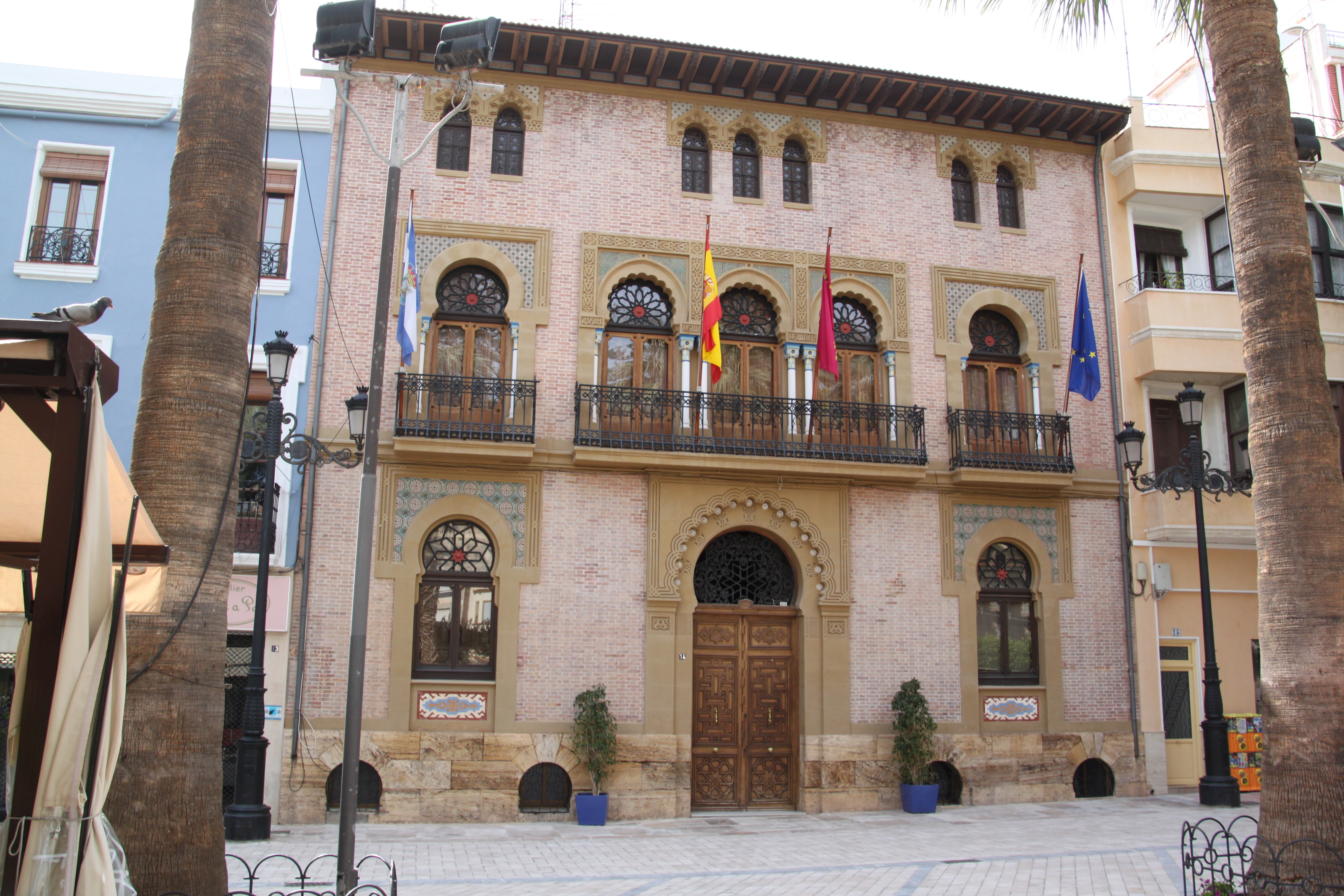
Ajuntament d'Àguiles

Ajuntament d'Águilas
| SERVEIS AL CIUTADÀ                                                 | SERVEIS AL CIUTADÀ                                               |
| ------------------------------------------------------------------ | ---------------------------------------------------------------- |
| Ambulancia.                                                        | Alberg juvenil de Calarreona.                                    |
| Arxius municipals.                                                 | Casa de la Joventut "Capri".                                     |
| Casa de Cultura i Biblioteca Francisco Rabal                       | Centre Cívic i Esportiu "Hort Don Jorge".                        |
| Centre de Conciliació de Vida Laboral i de Família "Teresa Rabal". | Centre de la Dona.                                               |
| Centre Municipal de Serveis Socials.                               | Centre Municipal de la Tercera Edat "Antonio Sicília".           |
| Comissaria de la Policia Municipal.                                | Regidories i Grups Municipals.                                   |
| Lloc de Protecció Civil.                                           | Serveis Socials.                                                 |
| Oficina Administració de la Universitat de Múrcia.                 | Oficina d'Informació Turística.                                  |
| Oficina de la Seguretat Social.                                    | Oficina Municipal d'Informació al Consumidor.                    |
| Pavelló poliesportiu "Diego Calvo Varela".                         | Poliesportiu Municipal.                                          |
| Escola Oficial d'Idiomes de Llorca (Idioma anglès).                | Finestreta única de la Comunitat Autònoma de la Regió de Múrcia. |
| Cambra de comerç.                                                  | Capitania del Port.                                              |
| Casa Caserna de la Guàrdia Civil.                                  | Servei Murcià de Salut.                                          |
| Centre de Salut Àguiles Nord i Sud.                                | Casa del Mar.                                                    |
| Centre de Salut de Calabardina.                                    | Confraria de Pescadors.                                          |
| Creu Vermella.                                                     | Institut Social de la Marina (Casa del Mar).                     |
| Jutjat de Pau i Registre Civil.                                    | Notaries                                                         |
| Parc de Bombers.                                                   | Registre de la Propietat.                                        |
| Servei Públic d'Ocupació Estatal (SEPE)                            |                                                                  |

## Economia
Avui dia, l'economia de la localitat se sosté principalment en el turisme estiuenc de segona residència i en l'Agricultura intensiva de fruites (préssecs, taronges, llimones, melons i síndries) i de d'hivernacle (tomàquet, enciam, albergínia, carbassó, tàperes) amb les seves plantes de classificació, magatzematge i distribució tant del producte com de les infraestructiras necessàries (per exemple; magatzems de canonades d'aigua, plàstic d'hivernacles, tallers, etcètera). Per als propers anys s'ha planejat la construcció de diversos, ports esportius, complexos hotelers i residencials de luxe en principi destinats a població estrangera i nacional d'alt nivell adquisitiu. El problema és la ubicació d'aquestes noves urbanitzacions en paratges naturals classificats com protegits per la Unió Europea, cas del Parc Regional de Cap Cope Calnegre o La Zerrichera.
Altres sectors econòmics són: construcció, pesca, astiller (vaixells de pesca), tallers ferroviaris, aqüicultura (daurada i llobarro), hostaleria i comerç.
Al llarg de la seva història el mar ha estat un tret condicionant pel desenvolupament d'aquesta ciutat. Tot el patrimoni històric està relacionat amb el mar, ja que a través d'aquest arribaven les idees, l'economia i els perills.

## Platges
| Llistat de platjes a Àguiles i per rodalies | Llistat de platjes a Àguiles i per rodalies                                                                       | Llistat de platjes a Àguiles i per rodalies                                                   |
| ------------------------------------------- | --- | --------------------------------------------------------------------------------------------- |
| Zona de la Marina de Cope                   | Zona de Calabardina                                                                                               | Zona Casica Verda-Matalentisco.                                                               |
| Platja de La Galera                         | Platja la Calabardina (accessible a minusvàlids catalogada com Creu Vermella"Q")                                  | Paisatge del paratge de les Quatre Cales.                                                     |
| Platja de les Puces                         | Platja de la Cua                                                                                                  | Platja de la Casica Verda.                                                                    |
| Platja del Pou de les Hortes                | Zona de Todosol i Els Serrals.                                                                                    | Platja de la Canyada de la Negr                                                               |
| Platja del Pocico de l'Animal               | Platja de l'Arròs                                                                                                 | Platja del Matalentisco                                                                       |
| Platja del Pou                              | Platja del Barranc de la Mar.                                                                                     | Cala de la Ferradura                                                                          |
| Platja de la Rambla Elena                   | Platja de Calabardina                                                                                             | Cala de la Cova de les Coloms                                                                 |
| Platja el Rafal                             | Vista de la platja del Fogó                                                                                       | Zona de les Quatre Cales.                                                                     |
| Platja del Toll                             | Zona de la Badia del Fogó i Illa del Frare.                                                                       | Platja La Tortuga                                                                             |
| Platja del Sombrerico                       | Platja del Cigar o Groga.                                                                                         | Platja de Calarreona. (Catalogada bandera blava, accessible a minusvàlids i Creu Vermella"Q") |
| Platja Copi                                 | Platja del Fogó Platja (accessible a minusvàlids catalogada com Creu Vermella)                                    | Platja de la Higuerica (Catalogada amb bandera blava Lloc de la Creu Vermella)                |
| Platja Ancorada de la Font                  | Platja dels Cocedores.                                                                                            | Platja La Carolina Catalogada amb bandera blava Lloc de la Creu Vermella                      |
|                                             | Platges urbanes d'Àguiles.                                                                                        |                                                                                               |
|                                             | Platja Les Delicies (Catalogada amb bandera blava Platja accessible a minusvàlids Lloc de la Creu Vermella "Q".)  |                                                                                               |
|                                             | Platja de Llevant (Catalogada amb bandera blava Platja accessible a discapacitats Lloc de la Creu Vermella"Q".    |                                                                                               |
|                                             | Platja de la Colònia (Catalogada amb bandera blava Platja accessible a minusvàlids Lloc de la Creu Vermella "Q".) |                                                                                               |
|                                             | Platja de Ponent (Catalogada amb bandera blava, platja accessible a minusvàlids Lloc de la Creu Vermella "Q".)    |                                                                                               |

## Energia i transports

### A. Autopistes, autovies i carreteres
AP-7 I-15 (Autopista de peatge del Mediterrani) en un sentit cap a Almeria: a Pulpí, Coves de l'Almanzora i Vera. En Vera connecta amb l'A-7 I-15 (Autovia del Mediterrani) fins a Almeria i resta del sud peninsular per la costa .
En l'altre sentit cap a la pedania de Calabardina, la pedania lorquina (Lorca) de Ramonete, Mazarrón, Font Àlamo de Múrcia i Cartagena, passant després per l'Aeropuerto de Murcia-San Javier i Comunitat Valenciana: Torrevella i Crevillent a la província d'Alacant. Connecta també amb l'A-7 I-15 (Autovia de la Mediterrània) cap a Elx a la província d'Alacant i Alacant a més de tota la costa mediterrània espanyola cap al nord fins a la frontera francesa.
Autovia Autonòmica RM-11, a Llorca. Connecta també amb l'A-7 I-15 (Autovia del Mediterrani) cap a Port Lumbreras, a la Regió de Múrcia, Almeria i Granada (Aquesta última per la A-91 A-92N des de Port de Lumbreras) en un sentit i cap a Múrcia i Comunitat Valenciana: Alacant en l'altre sentit. A Llorca l'autovia, RM-11 es transforma en carretera comarcal C-3211 cap a Caravaca de la Cruz.
Carretera Nacional N-332 RM-332 RM-333. Discorre paral·lela a l'AP-7 I-15 i en un tram se superposa amb l'Autovia Autonòmica RM-11. En un sentit va cap a Mazarrón i Cartagena, dins de la Regió de Múrcia. En l'altre cap a San Juan de los Terreros (la pedania costanera de Pulpí), Coves del l' Almanzora i Vera, a la província d'Almeria.

### B. Ferrocarril

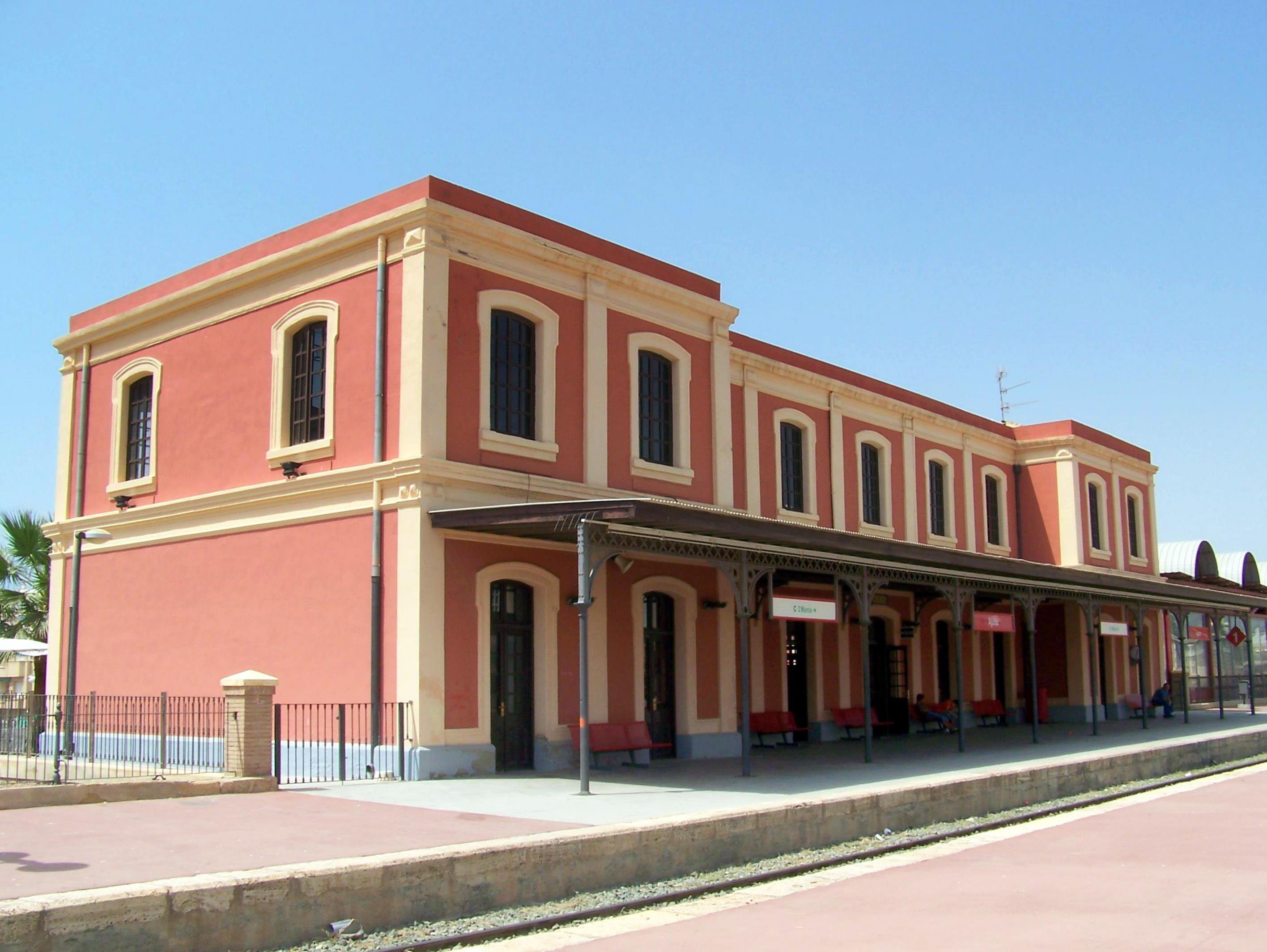
Estació d'Àguiles

Àguilescompta amb el baixador -El Labradorcico (Estació de FFCC d'Àguiles) i l'estació d'Àguiles que és terme per als trens de rodalies de la línia C-2 Rodalies Murcia/Alacant. Dels 16 trens diaris de la línia C-2 només 3 recorren la línia completa. Des d'Àguiles va a Llorca a través de Pulpí (Almeria), Almendricos i Port Lumbreras. I de Llorca cap a Múrcia per La Hoya, Totana, Alhama de Murcia, Librilla i Alcantarilla. Des del 13 de juliol de 2012 circula un tren Intercity, només durant l'estiu i algun cap de setmana. Madrid-Àguiles tots els divendres i Àguiles-Madrid tots els diumenges. I des de l'estiu de 2013 un tren Talgo Barcelona-Àguiles, només durant l'estiu.

### C. Autobusos
Hi ha una estació d'Autobusos a Àguiles, juntament amb l'estació de ferrocarril d'Àguiles.
Té línies regulars a Lorca, Murcia, Madrid, Bolnuevo, Mazarrón, Cartagena i Almeria. A més el municipi disposa de diverses línies urbanes.

### D. Taxis
Àguiles compta amb un servei de Taxis en les següents parades:
- Parada de taxis darrere de la plaça Antonio Cortijos, al costat de l'Oficina de Turisme.
- Parada de taxis en c/Armando Muñoz Calero, darrere de centre de salut Àguiles Sud.
- Parada de taxis al Centre Comercial Águilas Plaza en el Fogó.
- Parada de taxis en l'estació d'autobusos i ferrocarril.

### E. Aeroports
L'aeroport més proper és l'aeroport de San Javier. Els següents en proximitat són: l'aeroport d'Almeria i l'Aeroport d'Alacant-Elx.

### F. Ports
Àguiles és un districte marítim homònim que pertany a la província marítima de Cartagena. El districte s'estén des de la platja dels Taráis fins a la de Puntes de Calnegre i consta de les següents instal·lacions nàutiques, que en són un total de 3 ports marítims; dos d'ells de caràcter lúdic-esportiu.
- El port esportiu d'Àguiles "Club Nàutic d'Àguiles"[47] catalogada com a bandera blava. Port d'Àguiles. (CT-2) L'ús pesquer es limita a la pesca litoral. El port compta amb varadero d'embarcacions.
- Port esportiu Juan Montiel catalogada com com a bandera blava, que es va crear el juliol 2009.[48]
- Port pesquer-comercial:[49] Actualment l'ús comercial és nul transformant-se en Port esportiu-pesquer situat als peus del Castell de Sant Joan[50] de les Àguiles i amb el far de Puntes de Calnegre.

Antigament des de l'inici, el port pesquer-comercial es dedicava a la pesca litoral i al tràfic comercial d'espart, al costat de l'embarcader del Hornillo s'utilitzava per a la càrrega de mineral provinent de les mines de l'Alt Almanzora a la província d'Almeria i de Cuevas del Almanzora a través del ferrocarril gestionat per l'empresa The Great Southern of Spain Railway Company Limited. Hi havia un branc que ho connectava a l'Estació (El que avui és una part del passeig de la badia de llevant o passeig de Parra). En les dècades dels setanta, vuitanta i noranta del segle xx l'ús comercial era per a càrrega de Ciment o Sorra per a ciment. En la dècada dels vuitanta del segle xx, es construeix una llotja de subhastes de peix en el moll pesquer. En la dècada dels noranta del segle xx, es va fer una reforma del port construint-se un altre dic per varadero d'embarcacions i Amarratge de petites embarcacions tant pesqueres com a esportives. Es van condicionar els accessos, derrocar els antics tallers i magatzems. La zona va ser transformada en passejos i jardins; també en va cessar l'ús comercial. En els primers anys del segle xxi es derroca la llotja de subhastes per al peix, i s'en va construir una de nova. El moll comercial va transformar-se en moll pesquer.
Hi ha disponibilitat de:
- Vaixell de Salvament Marítim de la Creu Vermella[52]
- Vaixell de la Societat de Salvament Marítim[53]
- Vaixell del Servei Marítim de la Guàrdia Civil.

## Esports

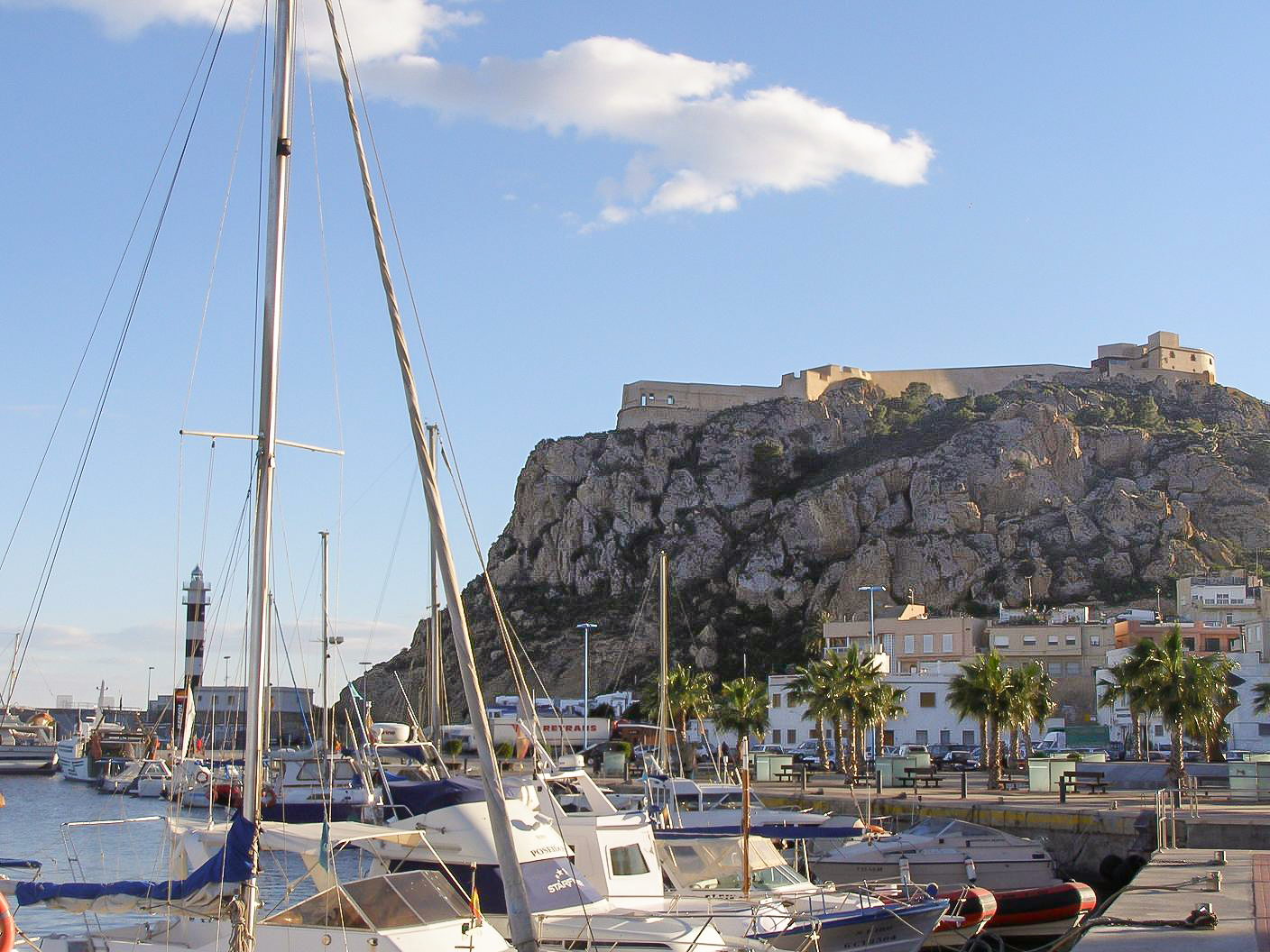
Port esportiu

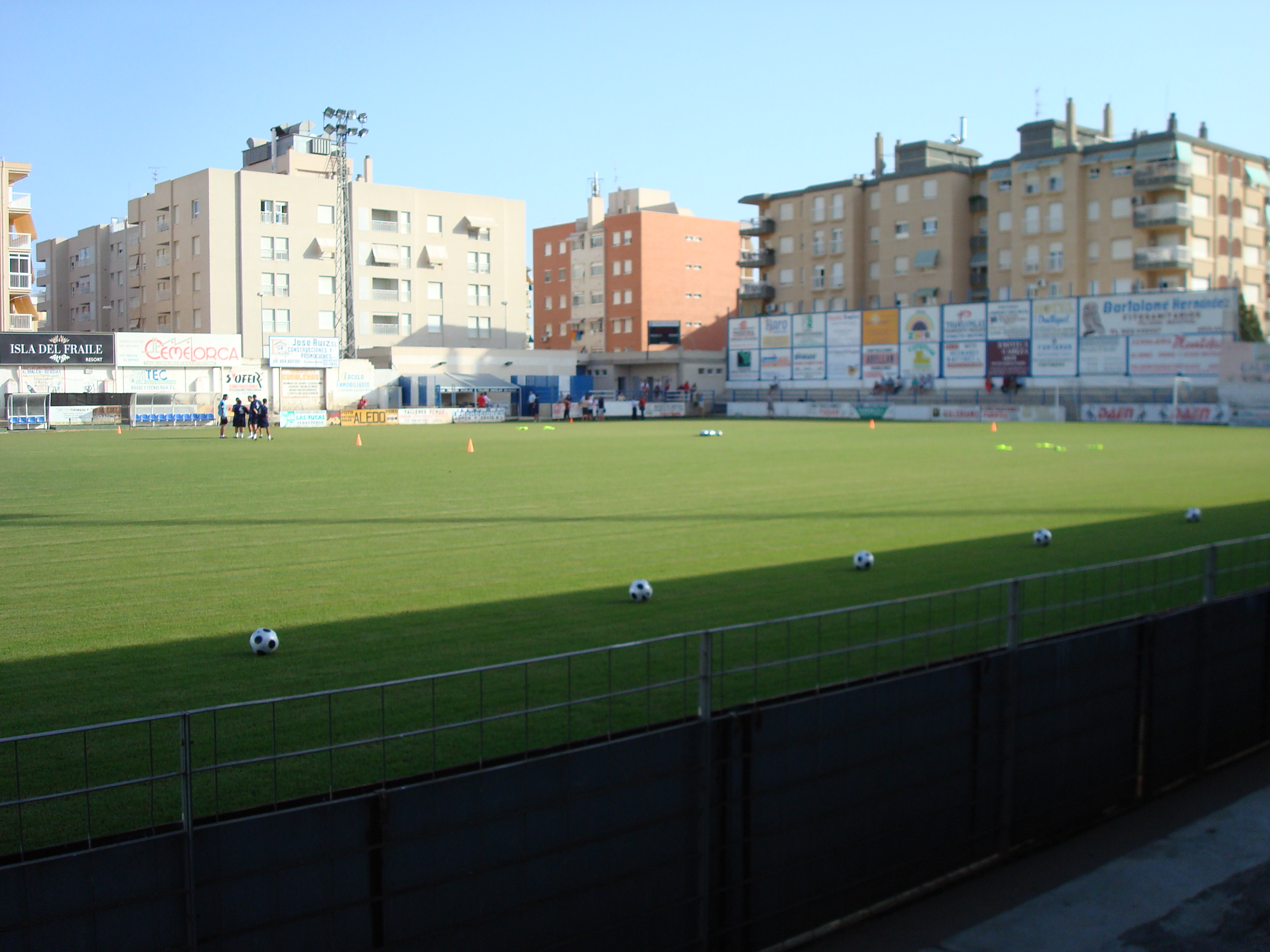
El Rubial

En ser una localitat costanera s'hi practiquen esports nàutics al Port esportiu d'Àguiles i al Port esportiu Juan Montiel. A més, de forma anual se celebren diverses proves pels carrers com ara l'Atletisme, Triatló i en algunes ocasions, proves de Ciclisme.
També s'hi practiquen els següents esports:
- Futbol
  - Disposen de l'Estadi anomenat El Rubial i l'equip es d' Àguiles F.C .
    - Aquest va ser creat el 1896, era un dels més antic d'Espanya, del qual van jugar-hi els germans Buitrago i Muñoz Calero; i aquest estadi va ser renovat el 2010

  - Sporting Club Aguileño, de nova creació el 2008 amb el nom de l'antic club l'Àguiles C.F.
  - A més hi ha altres dos camps de futbol.
- Rem
  - Se celebra una regata de rem de banc fix de la zona (falucho, llaut Mediterrani, ... sense tenir encara catalogat el tipus de vaixell a utilitzar en aquesta regata), en la badia del port amb motiu de les festes d'agost.
- Submarinisme
  - Es pot realitzar en els diversos clubs que hi ha en la localitat i en Calabardina.
- Vela.
  - En el port esportiu d'Àguiles i en el port esportiu Juan Montiel.
- Voleibol de platja
  - A la platja de Calabardina, platja de les Delícies, platja de la Colònia i platja de Ponent.
- Futbol platja.
  - A la platja de les Delícies i a la platja del Sombrerico.
- Petanca.
  - A la Platja de Ponent, poliesportiu i parc del Rubial.
- Altres
  - Compta amb diversos gimnasos privats, en els quals es pot practicar: 
    - Pàdel, Karate, Aeròbic, Spinning, Gimnàstica, etcètera... sent, des de fa uns anys, un important focus per al karate murcià.

| Infraestructures esportives |
| --- |
| Camp de futbol del Rubial |
| Poliesportiu municipal, compost per: - Cinc pistes de Tennis. - Una pista de Futbol 7 de Gespa artificial - Una pista D'Hoquei sobre patins. - Un Frontó - Una pista coberta de Bàsquet - Una pista d'atletisme - Quatre pistes de Futbol sala - Dos camps de futbol: Germans Buitrago i Muñoz Calero - Dues Piscinas cobertes. - Tres pistes de Pàdel. - Pavelló cobert amb canastres, porteries, graderies, xarxes de voleibol i utensilis de gimnàstica. - Pavelló poliesportiu "Diego Calvo Varela". |
| Centre Cívic i Esportiu "Hort Don Jorge" amb les següents instal·lacions: - Piscina coberta. - Dues pistes de pàdel. - Pista poliesportiva. - Pista de Tennis |

## Llocs d'interès, museus, cultura, edificis
a. Llocs d'interès:
- Torre de Cope, segle xvi.

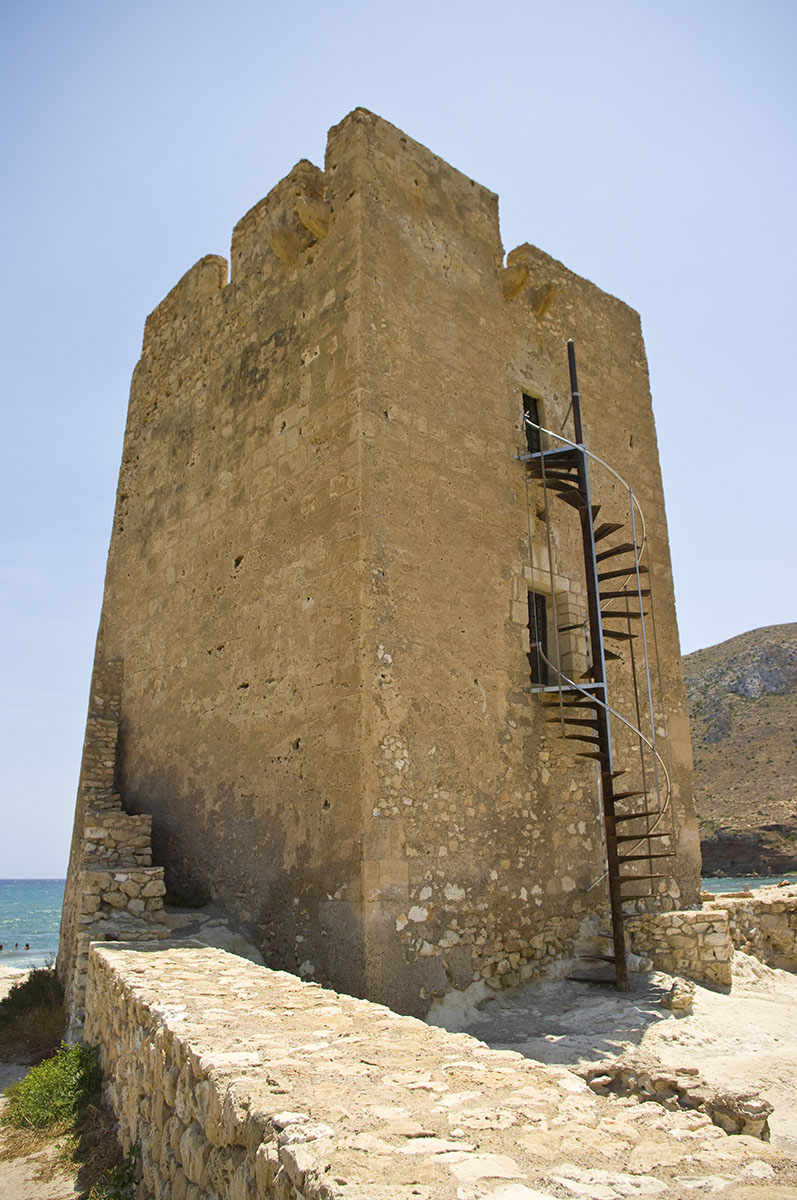
Torre cope

- Casa d'estil modernista a la Plaça d'Espanya d'Àguiles.
- Embarcader del Fogó (segle xix).
- Monument al ferrocarril.

b. Edificis històrics
- Ajuntament d'Àguiles, d'estil neomudéjar.
- Castell de Sant Joan de les Àguiles, s.XVIII.
- Església de San Josep, del segle xix.
- Castell de Chuecos.
- Casell de Tébar.
- Torre de les Coloms.

b. Museus:
- Museu arqueològic municipal d'Àguiles.
- Museu del Carnestoltes d'Àguiles.
- Museu del Ferrocarril.
- Museu del futbol aguileny.
- Centre d'Interpretació del Mar-Aquarium d'Águilas.

c. Centres culturals
- Auditori i Palau de Congressos Infanta Elena.
- Casa de Cultura i Biblioteca Francesc Rabal.
- Casino.
- Centre Cívic "Hort Don Jorge".
- Centre Cultural "El Labradorcico".
- Plaça d'Antonio Cortijos.
- Sala d'Exposicions de la Caixa Murcia.

D. Altres llocs d'interès
- Escales de taulell del Racó del Fogó.
- Cap Copi.
- Camp de futbol del Rubial
- Cementiri britànic.
- Chimena de la Lloma.
- Embarcader del Fogó.
- Ermita de la Costa de Gos.
- Ermita del Fogó.
- Escales del Fogó.
- Estació de Ferrocarril.
- Estàtua de Francesc Rabal en la Costa de Gos.
- Faro de Punta Negra.
- Illa del Frare.
- Llotja de Peix.
- Mercat de Proveïments.
- Molí del Saltador.
- Moí de Sagrera.
- Molí dels Alacrans.
- Monument al Carnestoltes (Estàtua de l'Ícar).
- Monument al Ferrocarril.
- Monument a la Dona Aguilenya.
- Passeig de la badia de ponent.
- Passeig de la badia de llevant.
- Pava de la Bassa.
- Bec de la Aguilica.
- Plaça d'Alfonso Escámez.
- Plaça del Doctor Fortún. Monument als Scout d'Àguiles (Placetón)
- Plaça d'Espanya, (Glorieta).
- Port.
- Túnels ferroviaris de càrrega de l'embarcader del Fogó.

## Festes Patronals[62]

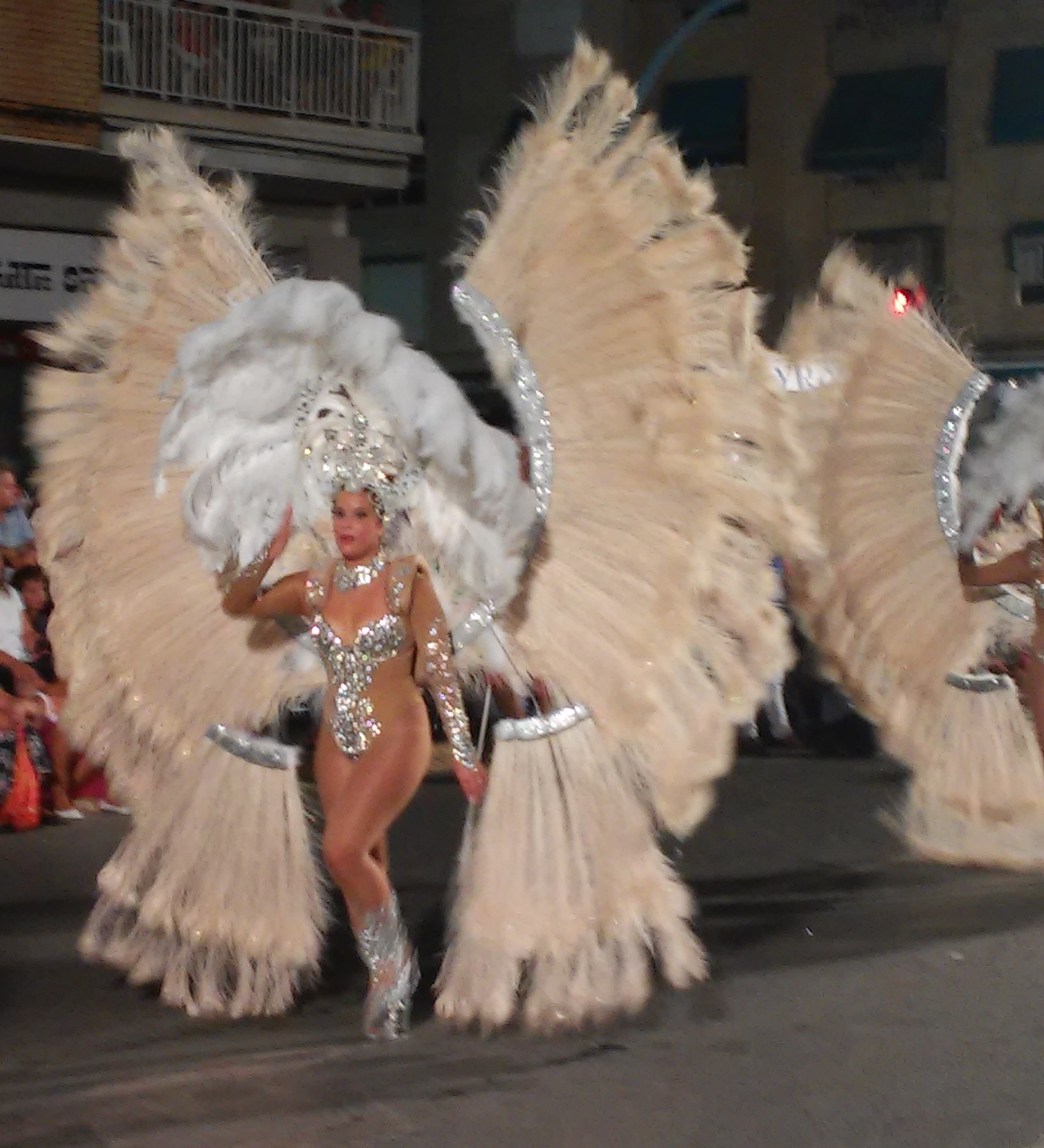
Carnaval d'Àguiles

- Divendres de Dolores: es el viernes anterior al Diumenge de Rams (setmana santa)
- Invasió Santa Creu (conegut com a cruces de mayo) es el 3 de Maig.
- Cavalcada dels Reis Mags, 5 de gener.
- Carnestoltes d'Àguiles, festa declarada d'interès turístic internacional l'any 2015.[63](dura 2 setmanes)
- Romiatge del Rocío. (es sol celebrar pel mes d'abril)
- Dia de la Regió de Múrcia, 9 de juny.
- Processó marítima de la Verge del Carmen, 16 de juliol.
- Desfilada de carnestoltes a l'estiu. Per promoure el carnestoltes d'Àguiles. Dissabte del cap de setmana anterior al de la verge d'agost.
- Ascensión de la Verge, 14 d'agost a la nit castell de focs artificials en Port d'Àguiles Badia de Llevant, dia 15 regata de faluchos i cucanya en el Port d'Àguiles.

## Personatges il·lustres
- Nascuts en la localitat

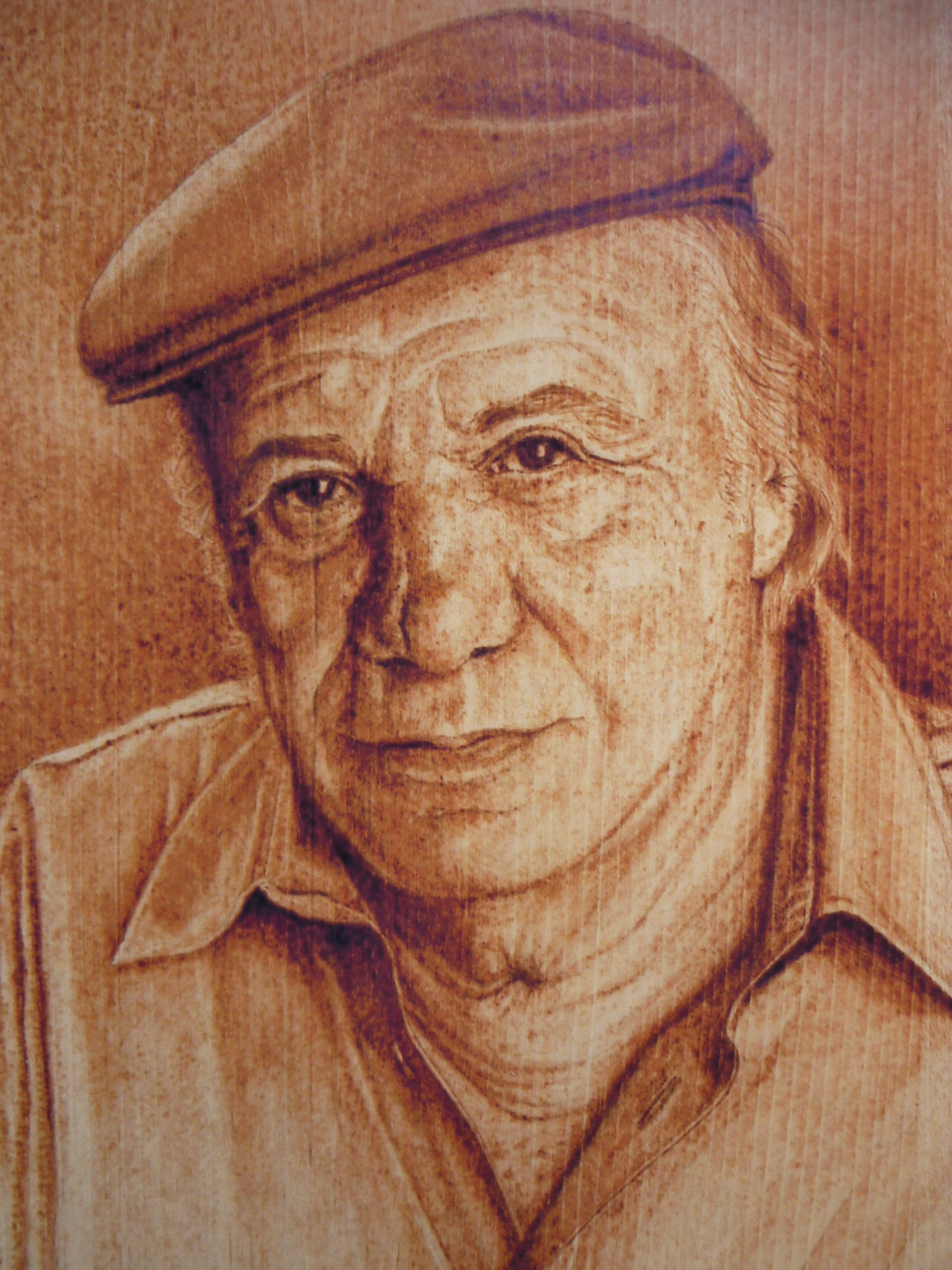
Paco Rabal

- Daniel Encunya (1974-). Historietista i il·lustrador espanyol.
- Juan Soto Ivars (1985-). Columnista polític i escriptor.
- Ramón Arqueges Cárdenas (1991-). Futbolista
- José de Santiago Sánchez (1876-1950). Militar de l'Armada Espanyola en la Guerra del Rif.
- Alfonso Escámez López (1916-2010). Marquès d'Àguiles, banquer (Ex-President del Banc Central). President de CEPSA.
- José Antonio Expósito Piñero (1978-). Atleta paralímpic. Medallista paralímpico, Sydney 2000 (2 medalles d'or) i Londres 2012 (1 medalla d'or en salt de longitud, 7,19m).
- Armando Muñoz Calero (1908-1978). Metge, militar, procurador en Corts, president de l'Organització Mèdica Col·legial d'Espanya (1945-1946), president de la Real Federació Espanyola de Futbol (1947-1950) i vicepresident del Club Atlètic de Madrid en la dècada dels setanta del segle xx.
- Gregorio Parra García (1946-). Periodista esportiu.
- Francisco Rabal Valera (1926-2001). Actor.
- José Sánchez Galán. Tenor.
- Juan María Vázquez Rojas (1964-). Doctor en veterinària. Catedràtic de Medicina i Cirurgia Animal a la Universitat de Múrcia, des del 30 de gener de 2015 ocupa la Secretaria General d'Universitats, després de ser designat pel Consell de Ministres.
- Paco Rabal (1926-2001). Actor.

No nascuts però amb relacions amb la localitat
- María Asunción Balaguer Golobart (Manresa (Barcelona) 1925-). Actriu, esposa de Francisco Rabal.
- Carlos Collado Mena (Orleans, França; 12 de juliol de 1938). polític espanyol, president de la Comunitat Autònoma de la Regió de Múrcia des de 1984 a 1993. Va ser professor en la localitat.
- Fernando Esteso (Saragossa, 1945-). Actor i humorista. Resideix a Àguiles.
- Alfonso García Gabarrón. (Pulpí (Almeria) 1954-). Empresari i president de la UD Almeria.
- Emilio Herrero Marcos. (1931-2001). Doctor en Medicina, acadèmic fundador de l'Acadèmia de Cirurgia de Salamanca i polític.
- Juan Martínez Casuco (Llorca Múrcia 1955-). Futbolista i entrenador de futbol.
- Miguel Ors (Barcelona, 1928-). Periodista
- Teresa Rabal (Barcelona, 1952-). Filla de Francisco Rabal. Cantant, presentadora i actriu.
- Jordi Rebellón López (Barcelona, 1957-). Actor.
- Francisco Simó Orts. (1928-2003). Encara havent nascut a Tarragona era veí i pescador d'aquesta localitat. Estava relacionat amb l'anomenat Incident de Palomares.
- Luis Siret, (Sint-Niklaas, Flandes, Bèlgica) 1860-1934). Arqueòleg belga.
- Edu Soto (Mataró (Barcelona), 1978-). Actor i humorista, la seva família és originària del municipi.
- Sebastián Zaragoza Soto (Sant Fernando (Cadis), 1945-). Almirall general i cap d'Estat Major de l'Armada Espanyola (2004-2008).
- Rafael Fernández Martínez conegut a nivell futbolístic com Chumbi. (1989-). Futbolista